# Fritz Hellwig

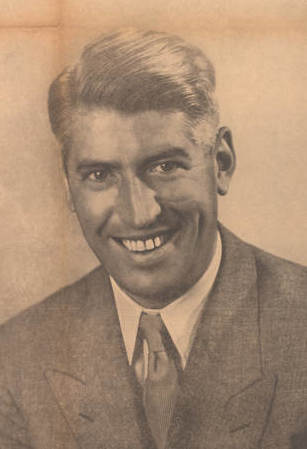
Fritz Hellwig (1953)

Fritz Hellwig (* 3. August 1912 in Saarbrücken; † 22. Juli 2017 in Bonn) war ein deutscher Politiker (CDU).

## Leben
Hellwig stammte aus dem südlichen, später zum Saarland gehörenden Teil der Rheinprovinz. Sein Vater Friedrich Hellwig (1875–1933), bei dem er nach der Scheidung der Eltern lebte, war Schulrat.
Hellwig besuchte ab 1918 eine Knabenschule und ab 1921 das Saarbrücker Reform-Realgymnasium (ab 1976 Gymnasium am Schloss), an dem er Ostern 1930 das Abitur „mit Auszeichnung“ bestand. In seiner Schulzeit war er in der von Hermann Röchling geleiteten Jugendgruppe der liberalen Deutsch-Saarländischen Volkspartei tätig.
Im Sommersemester 1930 begann er an der Philipps-Universität Marburg Geschichte, Philosophie, Erdkunde, Anglistik und Volkswirtschaftslehre zu studieren. Während seines Studiums wurde er 1930 Mitglied der Marburger Burschenschaft Rheinfranken. Er wechselte an die Universität Wien, wo er bei Heinrich von Srbik hörte, und auf dessen Empfehlung hin an die Friedrich-Wilhelms-Universität zu Berlin. Im Dezember 1933 wurde er in dort bei Hermann Oncken mit der Arbeit Der Kampf um die Saar 1860-1870. Beiträge zur Rheinpolitik Napoleons III. summa cum laude zum Dr. phil. promoviert.
Hellwig absolvierte ab 1931 eine Wehrausbildung beim Reichskuratorium für Jugendertüchtigung und begann im April 1933 eine Ausbildung zum Wehrsport-Hilfslehrer und Gruppenführer in der Geländesportschule Truppenübungsplatz Döberitz, von der er zum Examen beurlaubt wurde. Zum 1. Juni 1933 trat er in die NSDAP ein (Mitgliedsnummer 2.680.654). Ende 1933 tat er in Berlin bis zu seiner Übersiedlung nach Saarbrücken kurze Zeit Dienst bei der SA. Im Saargebiet war er auch Mitglied der Deutschen Front und Agitator für die Saar-Abstimmung 1935.
Ende 1933 trat Hellwig als wissenschaftlicher Hilfsarbeiter in die Geschäftsführung der Industrie- und Handelskammer Saarbrücken ein, für die er neben seiner politischen Tätigkeit bis 1939 im Saar-Wirtschaftsarchiv arbeitete. Daneben war er seit 1937 als Dozent an der Saarbrücker Hochschule für Lehrerbildung tätig. Gleichzeitig übernahm er für die Landesleitung der Deutschen Arbeitsfront Aufgaben als Referent im Kulturbeirat. 1934 leitete er zudem die Saar-Ausstellung in Köln. 1936 erfolgte in Heidelberg die Habilitation mit einer Biographie zum einhundertsten Geburtstag des preußischen Industriellen Carl Ferdinand von Stumm-Halberg, die er nach eigenen Angaben unter der „Verpflichtung, die ihm die Forderung nach historischer Treue und die soziale Einheit des Volkes als alleiniger Standort auferlegten“, erstellte. Bertha Gräfin Sierstorpff, eine Tochter Stumm-Halbergs, schrieb das Geleitwort für Hellwigs umfangreiche Lebensbeschreibung. 1939/40 war Hellwig Geschäftsführer der Organisation der Eisenwirtschaft in Düsseldorf und anschließend bis 1943 der Wirtschaftsgruppe Eisenschaffende Industrie, Bezirksgruppe Südwest, zu der auch die 1940 vom Deutschen Reich okkupierten montanindustriellen Gebiete Frankreichs gehörten. Ende 1942 erfolgte die Ernennung zum Kriegsverwaltungsrat in der Wirtschaftsinspektion Mitte der Ostfront. Er wurde im Februar 1943 als Panzergrenadier zum Kriegsdienst in der Wehrmacht einberufen. Seine Einheit war zunächst in Heidelberg und später in Bitsch stationiert. Er wurde 14 Wochen nach der Einberufung zum Gefreiten befördert. Im Oktober 1943 geriet Hellwig an der Italienfront in britische Kriegsgefangenschaft, aus der später in amerikanische Kriegsgefangenschaft überstellt wurde. Er wurde in ein Vernehmungslager in Washington und später in das Straflager („Correction Camp for non-cooperative people“) in Alva, Oklahoma verbracht.
Über seine Entnazifizierung ist nichts bekannt. Nach der Entlassung aus der Kriegsgefangenschaft 1947 war Hellwig zunächst als beratender Volkswirt in Düsseldorf und Duisburg tätig; im (französisch besetzten) Saarland 1947 bis 1956 war er persona non grata. Von 1951, bis 1953 gemeinsam mit Otto Mejer, bis 1959 war er Geschäftsführender Direktor des Deutschen Industrieinstituts in Köln, des nachmaligen Instituts der deutschen Wirtschaft. Er wurde Mitglied der am 23. November 1951 in Saarbrücken gegründeten Burschenschaft Germania und war Vorsitzender des Deutschen Saarbundes. Seine Analysen waren ein Korrektiv der Saarpolitik von Konrad Adenauer, der die Saarfrage für „zweitrangig“ hielt, einer „Europäisierung der Saar“ das Wort redete und den Verlust des Saargebiets in Kauf nahm.
Das Saarland kam nach einer Volksabstimmung wieder zu Deutschland.
Hellwig war Mitglied der Deutschen Gesellschaft für Auswärtige Politik und wohnte in der Nähe von Bonn. Er starb im Juli 2017 wenige Tage vor seinem 105. Geburtstag und ist der älteste ehemalige Bundestagsabgeordnete. 
Er war verheiratet mit der promovierten Historikerin Margarete Hellwig, geb. Werners (1911–2009). Ein Sohn von Hellwig ist der Frankfurter Jurist, CDU-Politiker und Stadtälteste Hans-Jürgen Hellwig (* 1940), ein weiterer der Ökonom und Hochschullehrer Martin Hellwig (* 1949).

## Politik

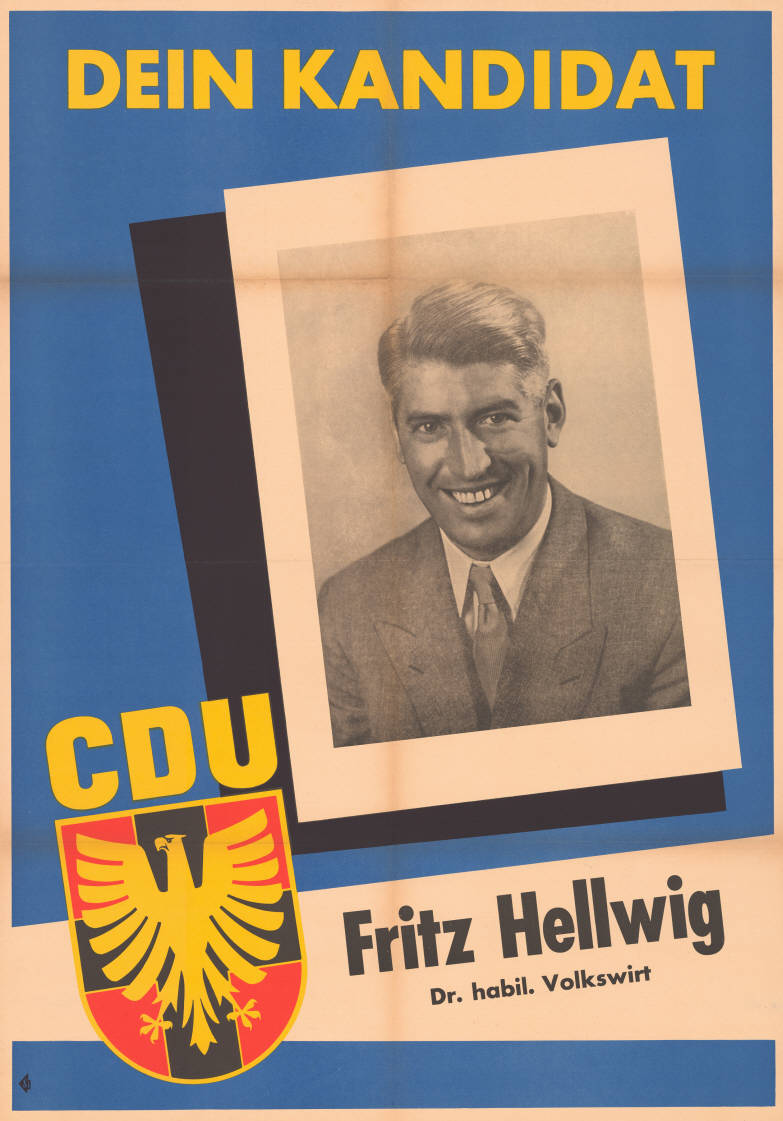
Kandidatenplakat Fritz Hellwigs zur Bundestagswahl 1953

Er trat 1947 in die Christlich Demokratische Union Deutschlands (CDU) ein und wurde noch im selben Jahr Mitglied des Wirtschaftspolitischen Ausschusses für das Rheinland. Später wurde er auch in den Bundesausschuss für Wirtschaftspolitik und den CDU-Bundesvorstand gewählt. Hellwig gehörte zu den Mitautoren der Düsseldorfer Leitsätze der CDU von 1949. Sein innerparteilicher Förderer war nach eigenen Angaben in dieser Zeit Franz Etzel, der sich auch für eine Aufstellung Hellwigs zur Bundestagswahl einsetzte.
Er wurde bei der Bundestagswahl 1953 im Wahlkreis Remscheid – Solingen in den Bundestag gewählt und bei der Bundestagswahl 1957 im Wahlkreis Köln II.
Vom 21. September 1956 an war er Vorsitzender des Bundestagsausschusses für Wirtschaftspolitik. Von 1953 bis 1956 war Hellwig auch stellvertretender Delegierter für den Europarat. Vom 25. Februar bis zum 14. September 1959 gehörte er auch dem Europaparlament an. Er legte sein Bundestagsmandat zum 30. November 1959 nieder, um Mitglied der Hohen Behörde der Europäischen Gemeinschaft für Kohle und Stahl zu werden. Als diese 1967 mit den Kommissionen der Europäischen Wirtschaftsgemeinschaft und der Euratom zusammengelegt wurde, war er (bis 1970) Vizepräsident der neu entstandenen Kommission der Europäischen Gemeinschaften.

## Sammler
Hellwig sammelte über lange Zeit Landkarten, Stiche, Schriften und Bücher über Saar-Lor-Lux und die anschließenden Regionen. Teile seiner Sammlung schenkte er nach und nach dem Landesarchiv Saarbrücken. 2002 erhielt es eine Porträtsammlung mit etwa 320 Stichen und Drucken aus der Zeit von 1550 bis 1816. 2008 vermachte er dem Landesarchiv 846 historische Karten, das diese Schenkung mit der grenzüberschreitenden Wanderausstellung 500 Jahre Saar-Lor-Lux würdigte, deren Katalog mit beinhaltendem Findbuch Fritz Hellwig gewidmet ist. Digitalisate dieser und weiterer Karten, die von Hellwig in den Folgejahren abgegeben wurden, wurden 2021 auf Wikimedia Commons eingestellt. 2010 erhielt das Landesarchiv weitere 1175 Stiche und Drucke von Ortsansichten und historischen Geschehnissen. 1997 und 1998 erwarb die Rheinische Landesbibliothek Koblenz Sammelobjekte aus Hellwigs Besitz. Es handelt sich um ca. 320 Werke, illustrierte Rheinbücher und Reiseführer bezogen auf den gesamten Rheinlauf. Die Kartensammlung Hellwig, die die Bibliothek 2008 erwarb, umfasst mehr als 300 Karten des Rheinlaufes. Schwerpunkt ist bei beiden der Mittelrhein.

## Stiftung
Anlässlich seines 100. Geburtstages stiftete Hellwig am 3. August 2012 einen Preis für wissenschaftliche Forschung zu Funktionsweise und Wirkung von Bürokratien in Staat, Wirtschaft und Gesellschaft, den Wissenschaftspreis Bürokratie. Der Preis wird seit 2013 alle zwei Jahre vergeben und steht unter Geschäftsführung des Instituts der deutschen Wirtschaft in Köln.
Die erste Preisverleihung mit einer Dotierung von jeweils 5000 Euro erfolgte am 11. Mai 2015; unter den drei Preisträgern war der Politikwissenschaftler Thomas König. Bei der zweiten Preisverleihung am 29. Mai 2017 wurden zwei Publikationen ausgezeichnet, die sich mit der Funktion und Wirkung der Bürokratie auf Staat, Wirtschaft und Gesellschaft beschäftigen. Der Politikwissenschaftler Christoph Knill war unter den Preisträgern. Die vierte Preisverleihung fand am 12. November 2021 im Institut der deutschen Wirtschaft in Köln statt – unter den Preisträgern war der Wirtschaftswissenschaftler Markus Kowalski, der für seine Studie „Management von Open-Innovation-Netzwerken“ ausgezeichnet wurde.

## Schriften
- Der Kampf um die Saar 1860-1870. Beiträge zur Rheinpolitik Napoleons III. (Forschungen zur neueren und neuesten Geschichte, Heft 3 = Mitteilungen des Historischen Vereins für die Saargegend, Heft 20), Dissertation, Leipzig 1934.
- Carl Freiherr von Stumm-Halberg. Habilitation Universität Heidelberg 1936.
- Lothringen-Stahl statt Ruhr-Stahl? Düsseldorf 1947.
- Die wirtschaftlichen Verflechtungen der Saar. Düsseldorf 1947.
- Frankreich, die Saar und Europa. In: Burschenschaftliche Blätter, 67. Jg. (1952), Heft 4, S. 99–103.
- Konrad Adenauer. Zum 125. Geburtstag. In: Historisch-Politische Mitteilungen, Heft 8, 2001, S. 1–10.
- Europäische Integration aus historischer Erfahrung. Ein Zeitzeugengespräch mit Michael Gehler, Bonn 2004 ISSN 1435-3288 ISBN 3-936183-29-5 (PDF; 0,6 MB).